# Werner Feldscher
Werner Feldscher (* 24. Juli 1908 in Hagen; † 1979 in Dortmund) war ein deutscher Oberregierungsrat im Reichsministerium des Innern und dort als Judenreferent tätig.

## Werdegang
Feldscher studierte Rechtswissenschaft an den Universitäten Berlin, Königsberg und Münster. Von 1925 bis 1926 gehörte er dem Jungdeutschen Orden an. Während seines Studiums war er Mitglied des NS-Studentenbundes und trat zum 1. Januar 1931 der NSDAP bei (Mitgliedsnummer 445.528). Nach der Machtübernahme durch die Nationalsozialisten wurde Feldscher Anfang Oktober 1934 in Recklinghausen Politischer Partei-Leiter und dort ab Anfang Februar 1935 im Bereich Organisation und Propaganda tätig. Feldscher trat 1938 seinen Dienst im Reichsinnenministeriums an.

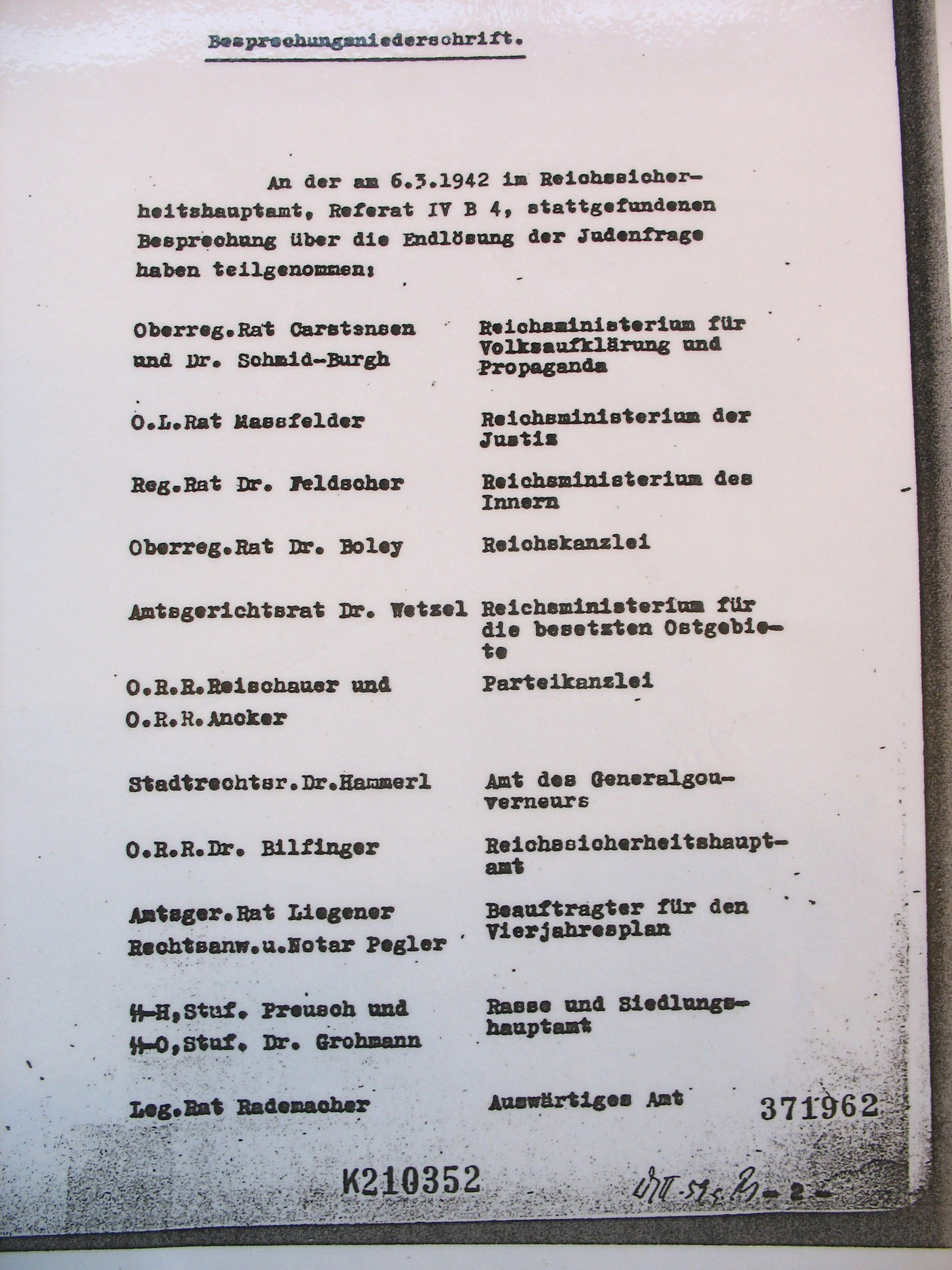
Feldscher als Teilnehmer der Besprechung zur Endlösung der Judenfrage am 6. März 1942 im Reichssicherheitshauptamt

## Kenntnisse vom Judenmord
Laut Geschäftsverteilungsplan des Reichsinnenministeriums arbeitete Feldscher 1941 gemeinsam mit Bernhard Lösener als Rassereferent im Sachgebiet „Allgemeine Judenfragen“.
Angeblich erfuhr Feldscher durch einen Augenzeugen von einem Massenmord im Wald von Rumbula, bei dem 1.053 Berliner Juden eines Deportationszuges am 30. November 1941 ermordet worden waren. Dieses Wissen gab er noch vor Ende des Jahres 1941 an Bernhard Lösener weiter.
Am 13. August 1941 nahm Feldscher an einer kurzfristig einberufenen Sitzung im Reichssicherheitshauptamt teil, bei der Adolf Eichmann das Schreiben Hermann Görings verlas, mit dem Reinhard Heydrich beauftragt worden war, die Endlösung der Judenfrage vorzubereiten. Mit einem „Überrumplungsversuch“ versuchte Eichmann, in den Niederlanden einen „neuen Judenbegriff“ einzuführen, durch den „Halbjuden“ wie „Volljuden“ zu behandeln seien. Dies sei – so Lösener – durch die Besonnenheit Feldschers zunächst verhindert worden, der eine abverlangte Zustimmung versagte.
Feldscher war über die Ergebnisse der Wannseekonferenz informiert und nahm an zwei Folgekonferenzen am 6. März 1942 und am 27. Oktober 1942 im Referat IV B 4 teil.
Ab dem 20. Juli 1943 leitete Feldscher die Gruppe Osteinsatz in der Personalabteilung des Reichsministeriums für die besetzten Ostgebiete.

## Nach Kriegsende
Wie alle deutschen Beamtenverhältnisse erlosch auch dasjenige Feldschers mit der Kapitulation der Wehrmacht am 8. Mai 1945. Im Wilhelmstraßen-Prozess stellte er sich als Entlastungszeuge für Wilhelm Stuckart zur Verfügung. Im Januar 1946 gelangte Feldscher in die Stellung eines Justitiars und Abteilungsleiters beim Ev. Hilfswerk Westfalen des diakonischen Unternehmers Karl Pawlowski. Hier baute Werner Feldscher eine effiziente Verwaltungsstruktur auf, verhalf der Hilfsorganisation zu einer starken Expansion und erlangte die berufliche Rehabilitation in der westdeutschen Nachkriegsgesellschaft. 1953 führte er in einer Veröffentlichung seine vormalige Amtsbezeichnung mit dem im G 131 vorgesehenen Zusatz z.Wv. (zur Wiederverwendung). Ab Ende 1950 war Feldscher als Prokurist bei der Westfälischen Ferngas-AG tätig und bekleidete dort später bis zu seinem Ruhestand den Posten eines Direktors. Ein Ermittlungsverfahren gegen ihn wurde 1959 eingestellt.

## Autor
Feldscher promovierte 1936 an der Universität Münster mit der Dissertationsschrift „Über den Begriff der Zueignung im deutschen Strafgesetzbuch“.
Im Deutschen Rechtsverlag erschien 1943 sein Buch Rassen- und Erbpflege im deutschen Recht, in dem er zur rechtlichen Stellung der „Zigeuner“ feststellte: „Ihre politische, biologische, kulturelle und berufliche Trennung von dem deutschen Volk ist jetzt durch die Ausschaltung Fremdblütiger ebenso erfolgt wie für Juden.“

## Schriften
- Dynamik und Ordnungsbild in der Energiebereitstellung, Essen : Vulkan-Verl., 1963
- Rassen- und Erbpflege im deutschen Recht, Berlin : Deutscher Rechtsverl., 1943
- Über den Begriff der Zueignung im deutschen Strafgesetzbuch, Bottrop i. W. : W. Postberg, 1936 (Münster, Rechts- und Staatswissenschaftliche Diss. vom 16. März 1936)